# Tatort
Tatort (allemand : ˈtʰaːtʰ.ɔʁtʰ, litt. Lieu du crime) ou Sur le lieu du crime ou Sur les lieux du crime est une série télévisée policière germanophone des chaînes allemande ARD et autrichienne ORF, qui est diffusée en Allemagne et en Autriche. La radio-télévision suisse a également produit des épisodes entre 1990 et 2001 et est entrée dans la coopération en 2011.
En France, la série a été diffusée sous le titre Sur le lieu du crime à partir de 1975 sur TF1. Elle a été rediffusée et fait l'objet de diffusion d'inédits sous le titre Sur les lieux du crime aux côtés de téléfilms américains à partir du 18 octobre 1989 sur La Cinq.
Ensuite La Cinq diffusera de nombreux épisodes de l'ère "Schimanski" sous ce titre.
Elle a à nouveau été rediffusée et fait l'objet de diffusion d'inédits sous le titre Tatort à partir du 25 juillet 1992 sur Antenne 2.
La série des Tatort, créée en 1970, est la plus ancienne et la plus appréciée des séries télévisées policières diffusées actuellement dans les pays germanophones. Au cours de l'année 2010, elle a été regardée chaque semaine par près de 8,5 millions de personnes en moyenne, d'après l'ARD.

## Généralités

Logo original de Tatort

Le premier épisode des Tatort s'intitulait Taxi nach Leipzig (Taxi pour Leipzig) et a été diffusé par la chaîne ARD le 29 novembre 1970 (produit par NDR avec Walter Richter (de) dans le rôle du commissaire Trimmel). Le commissaire Trimmel avait fait son apparition un an plus tôt, en 1969 dans le téléfilm Exklusiv!. Ce Tatort a pris la suite de Stahlnetz (diffusé par ARD) pour faire concurrence à la série intitulée Der Kommissar, avec Erik Ode, diffusée par la chaîne ZDF. Il sera repris comme Tatort (épisode 9) en 1971.
La première diffusion d'un nouvel épisode a généralement lieu le dimanche à 20 h 15 sur la chaîne ARD (une tranche horaire qui est épisodiquement partagée avec la série policière Polizeiruf 110). Alors qu'au départ les épisodes pouvaient durer 120 minutes, cette durée a été uniformisée à la fin des années 1980 pour être de 88 minutes.
Depuis janvier 2008, il existe une version radiophonique diffusée par les radios régionales appartenant au groupe ARD. Chaque épisode radiophonique mensuel dure 55 minutes.

## Concept
Contrairement à d'autres séries policières télévisées, les Tatort sont produits par chacun des neuf radiodiffuseurs régionaux allemands formant ARD, dans leur zone de diffusion. Ainsi, chaque radiodiffuseur produit ses propres Tatort, tournés dans ses Länder. Des épisodes successifs ne voient donc pas intervenir les mêmes enquêteurs, ce qui participe à la diversité de la série.
La série est une série locale : les spécificités de la ville ou de la région dans lesquelles se déroule l'épisode sont prises en compte dans le scénario. Par exemple, dans le Tatort de Hambourg (produit par NDR) le port de Hambourg était particulièrement visible et dans les Tatort de Cologne (produit par WDR) la cathédrale a fréquemment été utilisée en toile de fond à la fin des épisodes.
Il n'était initialement pas question de série régulière, il s'agissait essentiellement de créer un téléfilm policier pour le créneau horaire de la première partie de soirée du dimanche soir que les radiodiffuseurs locaux devaient remplir en diffusant leurs propres téléfilms. Le contenu était tenu d'afficher une couleur locale pour se démarquer de la série policière de ZDF Der Kommissar.
La diffusion des premiers Tatort a marqué la société : pour la première fois sont apparus dans une série policière allemande des conflits entre différentes strates sociales. C'est dans ce contexte qu'a été créé le commissaire Schimanski (produit par WDR) : avec lui apparaît pour la première fois un enquêteur issu ostensiblement des bas-fonds : il est crasseux, toujours vêtu du même imperméable (un blouson M65 gris-beige, appelé par la suite blouson Schimanski), et se comporte de façon grossière et irrespectueuse.
En outre, la question de la division en Allemagne (ouest/est) a été traitée plusieurs fois, comme dans le premier épisode Un taxi pour Leipzig, ou encore dans Transit vers l'au-delà (1976) et dans l'épisode de Schimanski Entre Frères (1990).
Actuellement, la description de milieux clos (milieu économique, politique, financier, milieux défavorisés, immigrés, marginaux, ou milieu du crime organisé) est traitée de plus en plus volontiers. Cette immersion dans ces différents milieux permet aussi aux téléspectateurs d'en avoir un aperçu souvent réaliste, alors qu'ils n'ont guère de relations avec eux dans la réalité.
Le crime « ordinaire » qui peut se produire à l'encontre de tout un chacun, et dont l'explication ne soulève guère de problème est en perte de vitesse. Cela a donc engendré un renouveau du genre qui place souvent le psychisme des meurtriers au centre de l'épisode.
Le 20 mai 2002, la série diffuse son 500e épisode Endspiel.
Le 13 novembre 2016, la série diffuse son 1000e épisode Taxi nach Leipzig, qui porte le même titre que le premier épisode de la série.
Les premières saisons ne comptaient qu'environ quinze épisodes ; elles sont passées à plus de trente épisodes dans les années 1990 et autour de 35 épisodes après 2010.
Depuis ses débuts, la série a connu un chiffre impressionnant de plus de 150 réalisateurs et près de 200 scénaristes pour 1 241 épisodes (au 18 juin 2023). 
En 2023, 37 acteurs sont toujours actifs dans leurs rôles respectifs d'enquêteurs principaux dans la série et plus d'une quarantaine d'acteurs actifs, si on ajoute les enquêteurs secondaires.

## Quelques épisodes marquants
- 1970 : Taxi nach Leipzig (Un taxi pour Leipzig) a été le premier Tatort. Il a été diffusé le dimanche 29 novembre 1970. Il a été réalisé par Peter Schulze-Rohr (de) avec Walter Richter dans le rôle du commissaire Paul Trimmer, Renate Schroeter et Hans-Peter Hallwachs (de) ainsi que Günter Lamprecht dans un rôle de figurant (policier à la frontière).
- 1973 : Tote Taube in der Beethovenstraße (Un pigeon mort dans Beethovenstrasse) diffusé le 7 janvier 1973. Cet épisode, réalisé par l'américain Samuel Fuller, a été diffusé au cinéma aux États-Unis et en France.
- 1973 : Nachtfrost (Nuit de gel) diffusé le 20 janvier 1974, avec Klaus Schwarzkopf dans le rôle du commissaire Finke. Cet épisode a réussi la meilleure audience connue avec 76 % de part de marché.
- 1977 : Reifezeugnis (L'Amour fou) diffusé le 27 mars 1977, réalisé par Wolfgang Petersen : des scènes de nus à une heure d'audience, une intrigue à scandale (un professeur couche avec l'une de ses élèves) et une des premières apparitions de Nastassja Kinski.
- 1978 : … rot rot tot (rouge rouge mort) diffusé le 1er janvier 1978 : le dernier rôle principal à la télévision de Curd Jürgens.
- 1981 : Duisburg-Ruhrort (Duisbourg-Ruhrort) diffusé le 28 juin 1981 : la première scène a donné lieu à un débat sur l'image des policiers à la télévision : on y voit le commissaire Schimanski se réveiller au milieu de bouteilles de bières vides avec la gueule de bois, vêtu d'un caleçon crasseux, manger deux œufs crus et aller travailler sans se laver.
- 1985 : Zahn um Zahn (Dent pour dent) diffusé à la télévision le 27 décembre 1987 : premier Tatort à passer au cinéma.
- 2006 : Außer Gefecht (Hors de combat) diffusé le 7 mai 2006 : premier épisode en temps réel : l'action se passe un dimanche entre 20 h 15 et 21 h 45 (heure de diffusion de Tatort).
- 2016 : Taxi nach Leipzig (Un taxi pour Leipzig) est le 1000e épisode de la série diffusé en novembre, portant le même titre que le premier épisode.

## Enquêteurs
1. Ulrike Folkerts - Lena Odenthal (depuis 1989)
2. Miroslav Nemec (de) - Ivo Batic (depuis 1991)
3. Udo Wachtveitl (de) - Franz Leitmayr (depuis 1991)
4. Klaus J. Behrendt - Max Ballauf (depuis 1997)
5. Dietmar Bär - Freddy Schenk (depuis 1997)
6. Harald Krassnitzer (de) - Moritz Eisner (depuis 1999)
7. Axel Prahl - Frank Thiel (depuis 2002)
8. Jan Josef Liefers - Karl-Friedrich Boerne (depuis 2002)
9. Maria Furtwängler - Charlotte Lindholm (2002-2012/depuis 2014)
10. Axel Milberg - Klaus Borowski (de) (depuis 2003)
11. Richy Müller - Thorsten Lannert (depuis 2008)
12. Felix Klare - Sebastian Bootz (depuis 2008)
13. Ulrich Tukur - Felix Murot (2010-2011/depuis 2013)
14. Jörg Hartmann - Peter Faber (depuis 2012)
15. Wotan Wilke Möhring - Thorsten Falke (depuis 2013)
16. Fahri Yardım - Yalcin Gümer (depuis 2013)
17. Christian Ulmen - Lessing (depuis 2013)
18. Nora Tschirner - Kira Dorn (depuis 2013)
19. Mark Waschke - Robert Karow (depuis 2015)
20. Fabian Hinrichs - Felix Voss (depuis 2015)
21. Dagmar Manzel - Paula Ringelhahn (depuis 2015)
22. Margarita Broich - Anna Janneke (depuis 2015)
23. Wolfram Koch - Paul Brix (depuis 2015)
24. Heike Makatsch - Ellen Berlinger (depuis 2016)
25. Karin Hanczewski - Karin Gorniak (depuis 2016)
26. Martin Brambach - Peter Michael Schnabel (depuis 2016)
27. Eva Löbau - Franziska Tobler (depuis 2017)
28. Hans-Jochen Wagner - Friedemann Berg (depuis 2017)
29. Daniel Sträßer - Adam Schürk (depuis 2020)
30. Vladimir Burlakov - Leo Hölzer (depuis 2020)
31. Anna Pieri Zuercher - Isabelle Grandjean (depuis 2020)
32. Carol Schuler - Tessa Ott (depuis 2020)
33. Jasna Fritzi Bauer - Liv Moormann (depuis 2021)
34. Dar Salim - Mads Andersen (depuis 2021)
35. Luise Wolfram - Linda Selb (depuis 2021)
36. Christian Aumer - Rolf Harmsen (depuis 2021)